# Systemisk lupus erythematosus
Systemisk lupus erythematosus, i regel förkortat till SLE, är en kronisk autoimmun reumatisk sjukdom som kan drabba i princip alla kroppens organsystem. Latinets lupus erythematosus betyder ungefär "rött vargbett” och syftar på det ibland förekommande och för sjukdomen typiska röda, fjärilsformade utslaget över näsroten och kinderna, även kallat fjärilsexantem. Ungefär 90 % av de drabbade är kvinnor och 10 % män, och sjukdomsdebut kan ske i alla åldrar.
Symptombilden vid SLE är mycket individuell och den brukar ofta omnämnas som en av de stora imitatörerna. För diagnos finns för sjukdomen särskilda kriterier upprättade av American College of Rheumathology (ACR). Påvisande av antinukleära antikroppar (ANA) brukar vara det som ger diagnosen. 

## Tecken och symptom
Vanliga tecken vid SLE inkluderar fjärilsexantem, diskoida hudutslag och solkänslighet. Även afte och torrhet i mun och ögon kan förekomma, liksom ledinflammation (artrit), muskel- och seninflammation, lung- eller hjärtsäcksinflammation. Feber, psykiatriska symptom och ibland blodproppar kan också ses.
Det är vanligt med depression och oro hos patienter med SLE. De med SLE har också en högre frekvens av D-vitaminbrist än den normala befolkningen. Hälften av de drabbade brukar vara solkänsliga, det visar sig ofta som små kliande blåsor i huden. Vissa kan även utveckla svåra soleksem, det är dock individuellt hur mycket man blir påverkad av solen. Solen kan också utlösa allmänna skov och påverka hela sjukdomsbilden.
Ibland attackerar sjukdomen även det centrala nervsystemet och antikroppar kan passera blod-hjärnbarriären. Det kan ge upphov till kognitiva symptom som minnessvikt eller försämra förmågan till andra vardagliga aktiviteter och enklare göromål som balans vid stillastående och gång.
En stor del av gruppen som har fått diagnosen lever med olika psykologiska och fysiska men som kraftigt försämrar livsvillkoren. Det är viktigt att man med de krafter man har försöker att minimera de stressfaktorer i det dagliga livet. Här föreligger en svårighet att samtidigt tillmötesgå de krav från omgivningen som ofta inte ens är medveten om de drabbades situation.
Det kanske mest socialt störande symptomet är fatigue, vilket är ett subjektivt obehagligt symptom som gränsar mellan trötthet och utmattning. Det förhindrar personen från att fungera med normal kapacitet. Besväret kan ta sig olika uttryck. En del patienter upplever nästan ingen trötthet, medan andra kan ha problem att kliva upp ur sängen. Det verkar också ibland akut vilket tvingar personen att vila ut. Detta kan medföra att man inte kan delta i det sociala livet på lika villkor som en frisk person. Funktionshindret är osynligt vilket gör det hela än värre och personen kan tyckas lat. Det är en mental trötthet, som verkar utanför det som är normal fysisk trötthet.
Om det autonoma nervsystemet angrips kan det bli överaktivt och på så sätt ge upphov till en rad olika symptom, bland annat en brännande känsla.
Det verkar också som om depression hänger ihop med SLE, dels för att livskvaliteten sjunker dramatiskt, men också på grund av rent fysisk påverkan på signalsystemet. Även trötthet kan påverka depressioner. Det är individuellt både hur man är påverkad och hur man bemöter depressionen.

## Orsaker
Sjukdomen verkar vanligast hos kvinnor beroende på att de kvinnliga könshormonerna kan påverka funktionen hos T-celler och makrofager, och östrogener har visat sig öka B-cellsdifferentiering och produktionen av immunoglobuliner. B-cellsproduktionen har sitt ursprung i det genetiska materialet hos kvinnan som således har två gener och mannen bara en gen. Andra orsaker till att kvinnor oftare är drabbade av SLE har föreslagits, däribland ofullständiga inaktivering av X-kromosomen hos kvinnor med SLE, vilket leder till ökad dos av gener som påverkar immunsystemet.
Östrogen som förändras i kroppen vid olika tillfällen och kvinnor som får SLE i unga år har det värst vid puberteten. En graviditet kan också vara en utlösande faktor. Menstruationen är ofta en besvärlig period då många hormoner är i rörelse. Det kan klinga av vid klimakteriet då hormoner minskar sin aktivitet. Infektioner och trauma kan ge en ökad aktivitet i immunförsvaret och då orsaka ett allmänt skov.
Alfalfaprotein som finns i alfalfagroddar kan leda till ökad aktivitet i blodet av antikroppar och symptom som är typiska för SLE. Därför så ber man ofta patienter att inte ha för hög konsumtion av alfalfagroddar.

## Sjukdomsmekanism

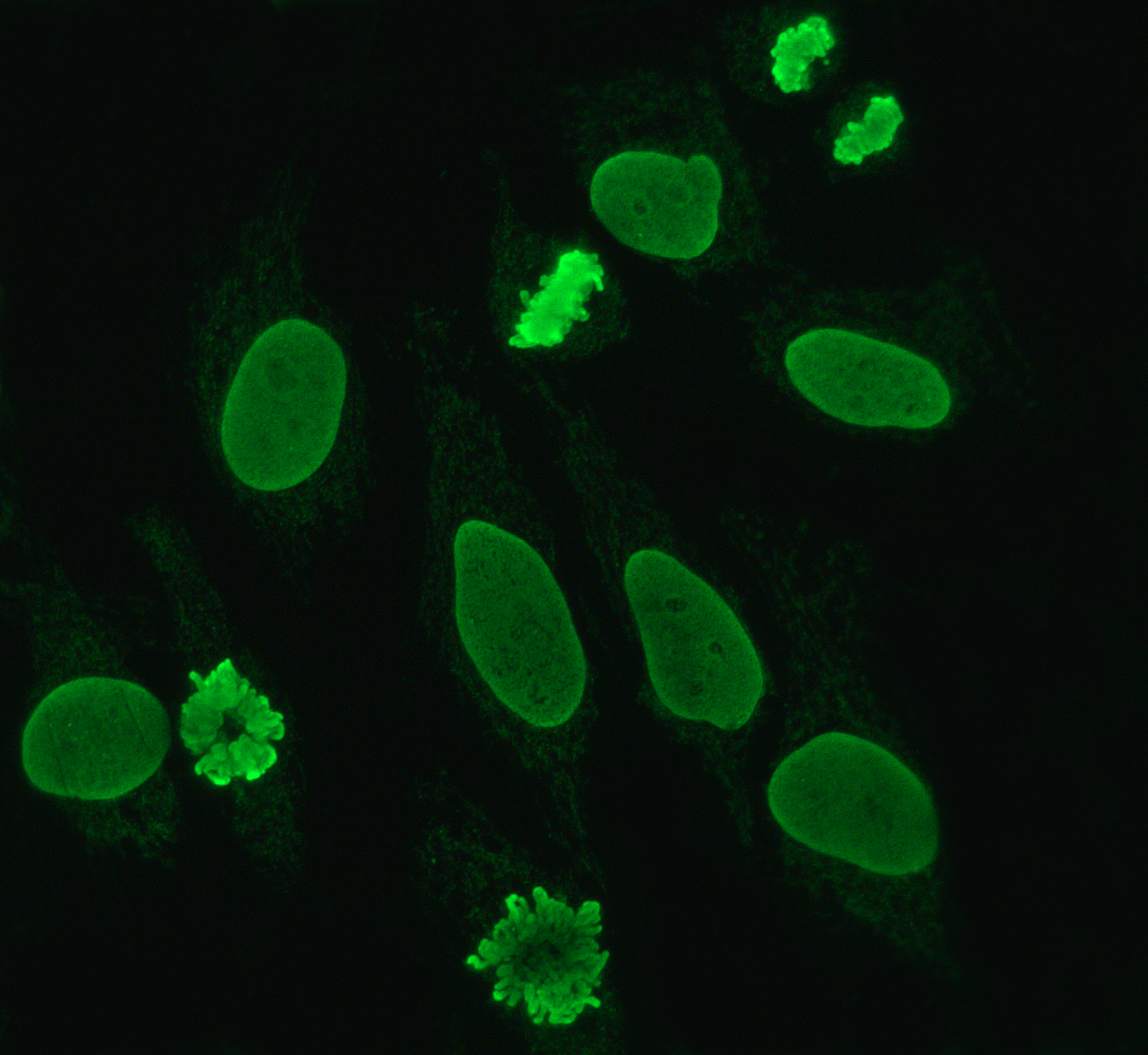
Immunoflorescensbild av anti-DNA antikroppar vid SLE

Vid SLE blir immunförsvaret av okänd orsak hyperaktivt och attackerar den egna vävnaden. Forskarna tror att en dysfunktionell apoptos eller dysfunktionellt immunsvar på aptoptos utgör del i sjukdomsmekanismen. Vid UV-exponering anses döende och döda hudceller kunna trigga immunförsvaret och skapar antikroppar som i sin tur sätter sig på kroppseget material vilket leder till inflammationer i kroppen. Den ökade inflammatoriska aktiviteten leder i sin tur till en ökad risk för hjärtkärlsjukdomar.
En del patienter med SLE producerar även kardiolipinantikroppar, vars koncentration kan mångdubblas i samband med infektioner. Kardiolipinantikroppar är en av flera sorters fosfolipidantikroppar som kan produceras som en följd av sjukdomen. Patienter som producerar kardiolipinantikroppar har ytterligare förhöjd risk för hjärtkärlsjukdom. De kan också ha svårare att fullfölja en graviditet eftersom risken för missfall ökar.
Sjukdomen kan gå i remission och verka vara inaktiv under en tid. Det kan också visa sig att immunförsvaret blir sämre med åldern, vilket inte skapar samma konsekvens som tidigare. Man kan alltså ha sjukdomen men vara symptomfri för tillfället.
I 50-70 % av fallen är typ I interferon-gener uppreglerade. Detta resulterar i högre nivåer av interferon. Dessa nivåer har dock visat sig lägre i en subgrupp av patienter som har antikroppar som neutraliserar typ I interferon. Samma antikroppar har också visat sig korrelera med mindre allvarlig sjukdomsbild.

## Behandling och prognos

### Läkemedel
Kortison är inflammationsdämpande och det som man oftast sätter in både akut och långsiktigt i en underhållande dos. Man använder också olika mediciner för att minska dosen kortison eftersom det kan ha flera negativa konsekvenser, särskilt vid långvarig behandling. Då använder man bland annat främst hydroxiklorokin som förhindrar och dämpar de av kroppen själv inducerade inflammationer. Även behandling med biologiska läkemedel i form av monoklonala antikroppar används, varav ytterligare varianter är under utveckling och prövning. När viktiga organ är påverkade av SLE använder man immunsuprimerande läkemedel som komplement, vilket inbegriper ofta lägre doser av läkemedel som metotrexat, azatioprin med flera.

### Förebyggande av sekundära komplikationer
För att minska risken för kardiovaskulära sjukdomar behandlas högt blodtryck och höga halter av kolesterol aggressivt. D-vitamin kan också vara positivt för de som lider av SLE eftersom det verkar ha positiva immunologiska effekter för de som har sjukdomen. Den största hälsofaran är infektionssjukdomar, som förvärras av det undertryckta immunsystemet. I allmänhet verkar det som om man får lindrigare skov med stigande ålder.

## Särskilda patientgrupper

### Graviditet
Det brukar anses att graviditet ska ske i samråd med läkare och specialistmödravård. Dels på grund av ökad missfallsrisk särskilt vid förekomst av kardiolipinantikroppar och på grund av eftersom flera av läkemedlen kan ha en negativ inverkan på fosterutvecklingen.

### Barn
Det är ovanligt att barn drabbas, men när de drabbas av SLE kan de få allvarliga komplikationer som till exempel nefrit (njurinflammation). Puberteten kan försenas av långvarig behandling med kortison.

## Historia
Termen Lupus eller varg har sina rötter i 1300-talet då Rogerius Frugardi använde uttrycket för att beskriva olika sorters hudutslag i ansiktet. Pierre Cazenave använde termen "lupus erythematosus" redan år 1851. Senare presenterade William Osler rön som pekade på att sjukdomen kunde drabba hela kroppen vilket ledde till uttrycket "systemisk" lupus erythematosus. George Friou påvisade förekomst av antinukleära antikroppar med hjälp av immunofluorescens 1957. Därefter upptäcktes anti-DNA antikroppar, nukleära antigen och kardiolipinantikroppar.

## Organisation kring SLE
2016 bildades det en svensk Riksförening för SLE. Det är en förening under Reumatikerförbundet som ska arbeta för att sammanföra människor och samtidigt informera om SLE till allmänheten. Den internationella SLE-dagen (engelska: World Lupus Day) är den 10 maj.